# Isaac Faro
Isaac Faro is het pseudoniem van bouwkundig ingenieur Cornelis Israël (Amsterdam, 17 juni 1922 – Wilhelminadorp, 7 maart 2003). Onder deze schuilnaam schreef Israël een aantal verhalen en romans met een humoristische, ironische toon. Vaak spelen de verhalen op de Zeeuwse eilanden, waar de schrijver een deel van zijn werkzame jaren doorbracht.

## Werken
- Heksen huilen niet, of de oranje pyjama (1961)
- De rokkenjagers (1963)
- De knagende worm (1964)
- Damesverhalen (1966)
- Inspio-Lisa (1968)
- De vrouwenclub (1971)
- De paradijsklok (1971)
- Voor 't jonge volkje (1972)
- Dutch immigrant (1984)
- Brieven van een amateur-genealoog aan Marie (1989)